# A szervezet folyadékterei
Az emberi és állati szervezetek legnagyobb mennyiségben jelenlevő összetevője a víz, amely nem oszlik meg egyenletesen az egyes szervek és szervrendszerek között. A víz egyrészt sejteken belül, másrészt a sejteken kívül, több, funkcionálisan és anatómiailag jól elkülönülő teret létrehozva együttesen alkotják a szervezet folyadéktereit, melyeknek tanulmányozása elsősorban az élettan tudományág tárgykörébe tartozik.

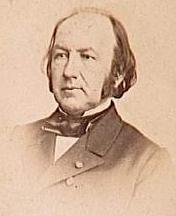
Claude Bernard, francia orvos-fiziológus 1813–1878

## A szervezet víztartalma
A 19. század második felében élt Claude Bernard francia orvos-fiziológus mai napig érvényes megállapítása szerint az élő szervezet valójában nem a külső környezetében létezik, hanem egy folyékony belső környezetben, amelyet a keringő folyadék alkot, amely körülveszi valamennyi szöveti elemét. A külső környezetben csak tartózkodik a szervezet, de élni a saját testfolyadékában él.
A testfolyadék döntő többségét kitevő víz mind szerkezeti, mind funkcionális szempontból meghatározó jelentőségű az élő szervezetekben. Egyrészt a szervezet oldószere, és így a biokémiai folyamatok reakcióközege. Másrészt reakciópartnernek is tekinthető, mert kiindulási anyagként vagy reakció végtermékként vesz részt biokémiai folyamatokban. Makromolekulákhoz kötve tekinthetjük strukturális elemnek is.
Az állati szervezet víztartalma a törzsfejlődés és egyedfejlődés során egyre csökken. A medúza víztartalma 98%, a békaféléké 80%. Az emberi szervezet testtömegének 50-72%-a víz, amely az életkor függvényében csökken. Míg a 3 hónapos emberi magzat víztartalma 94%, addig az újszülötté már csak 72%. A felnőtt emberben 50-60% víz található. Az átlagos zsírtartalmú férfi testének víztartalma 60%, szemben a nagyobb átlagos zsírtartalommal rendelkező női szervezettel, melynek víztartalma 50%. Az emberi szervek víztartalma figyelemre méltó eltéréseket mutat. Míg a zsírszövet szervtömegre vonatkoztatott relatív víztartalma csak 10% körüli érték, addig a zsigeri szervek esetében ez az érték 80% körül mozog.

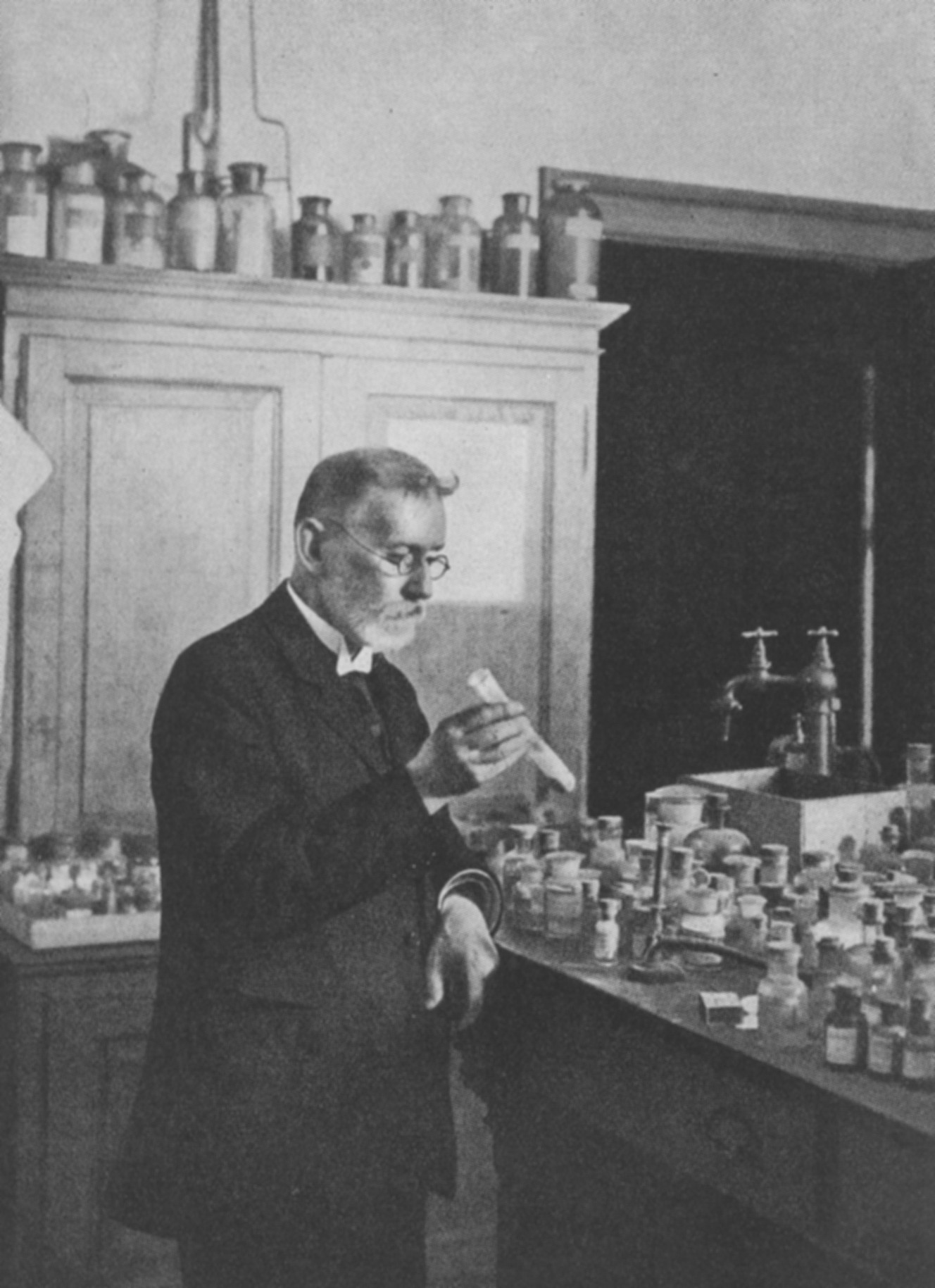
Paul Ehrlich német orvos-mikrobiológus (1854–1915)

## Folyadékterek
A szervezet testfolyadéka egymástól határfelületekkel elválasztott folyadékterekben található, mely tereken belül az oldott anyagok áramlásának kinetikai paraméterei azonosak. Ezzel szemben az egyes folyadékterek között a kinetikai paraméterekben különbségek mutatkoznak. Az egyes folyadéktereket határfelületek választják el egymástól, melyeken át az anyagkicserélődés folyamatos, de a penetráció sebessége eltérő. A folyadékterek jelentősége abban van, hogy a bennük lezajló biokémiai és fiziko-kémiai folyamatok térben és időben elkülönülhetnek egymástól, miközben az azonos rekeszen belül ezek a mechanizmusok összerendezetten működnek. A folyadékterek létének és szerepének felismerése a 18. századig nyúlik vissza. Paul Ehrlich német orvos-mikrobiológus 1885-ben elvégzett kísérletében megállapította, hogy a kísérleti állatoknak intravénásan beadott vízoldékony tripánkék festék nem jut be az agyba és a gerincvelőbe, miközben minden más szövetbe igen. Néhány évtizeddel később Ehrlich tanítványa, Edwin Goldmann 1913-ban igazolta a vér-agy gát létét és e határfelülettel körülvett transzcelluláris folyadékteret.

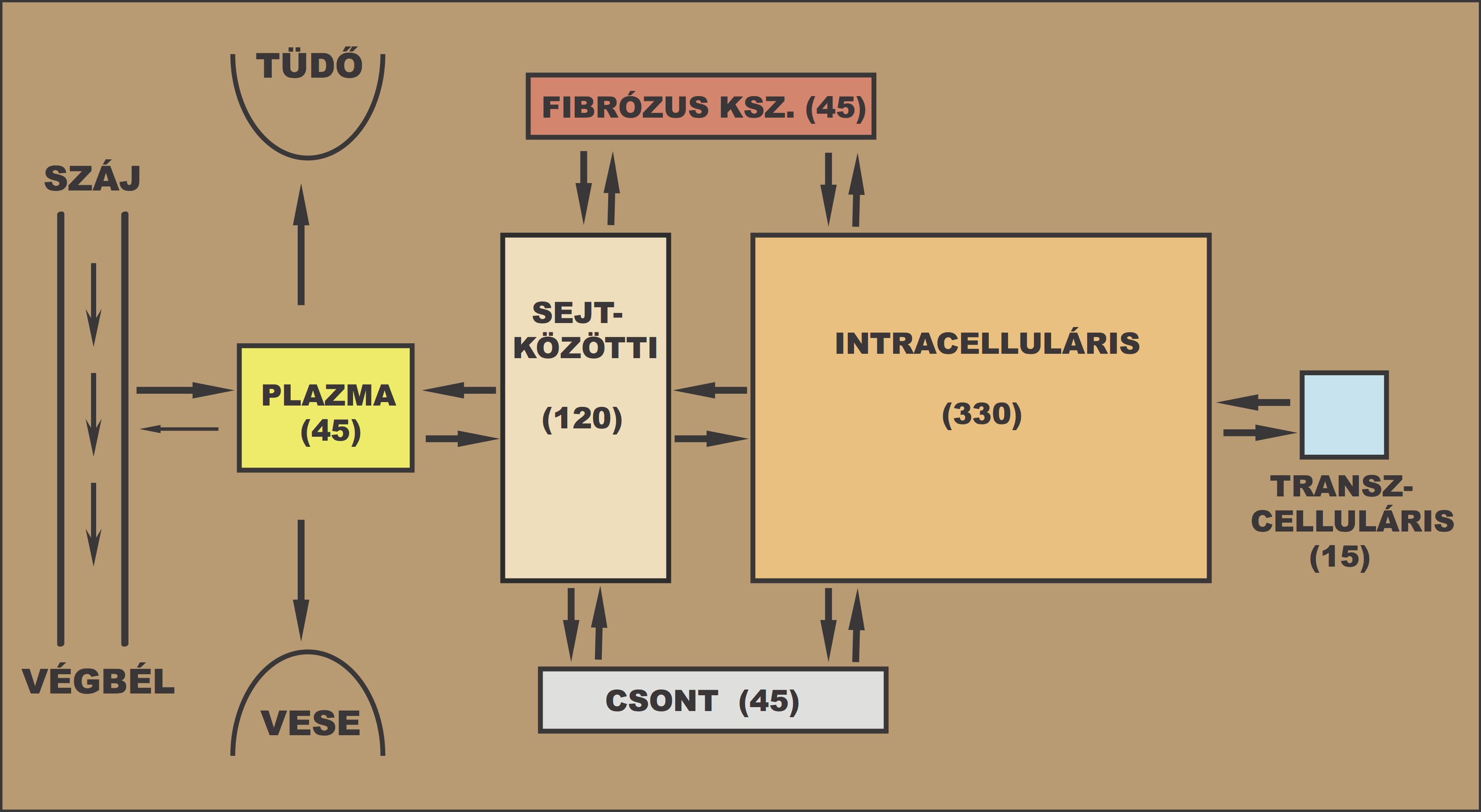
A szervezet folyadékterei. Az egyes téglalapok területe a megfelelő terek térfogatával arányos. A számok ml/kg-ban adják meg a megfelelő folyadéktér átlagos vízmennyiségét.

A mai tudásunk szerint a szervezet folyadéktere két nagy (intra- és extracelluláris) térre és azon belül több kisebb, funkcionálisan is elkülönülő folyadékrekeszre tagozódik.

## Intracelluláris tér
A sejtmembránnal körülhatárolt teret, a sejtet kitöltő folyadékot intracelluláris térnek, illetve intracelluláris folyadéknak nevezzük, melynek tudományos részletkérdéseivel elsősorban a sejtfiziológia, illetve a sejtbiológia foglalkozik. Az intracelluláris folyadék kémiai összetételében jelentősen különbözik a sejtet körülvevő extracelluláris folyadéktól. Ez a folyadéktér átlagosan 330 ml/kg vízzel rendelkezik.

## Extracelluláris tér
Extracelluláris térnek hívják a sejten kívüli folyadékteret, amely a sejtközötti, az intravaszkuláris és a transzcelluláris folyadéktérből áll.

### Intravazális tér
Az érpályán belüli teret részben folyadék (vérplazma), részben az abban található alakos elemek, vérsejtek alkotják. Az alakos elemek és sejtek nélküli folyadékteret intravazális térnek, a folyadékot plazmának nevezzük, melyet az extracelluláris tér egyéb frakcióitól az érkapilláris-membránja választ el. Az ember átlagos plazmatérfogata 45 ml/kg.

### Extravazális tér

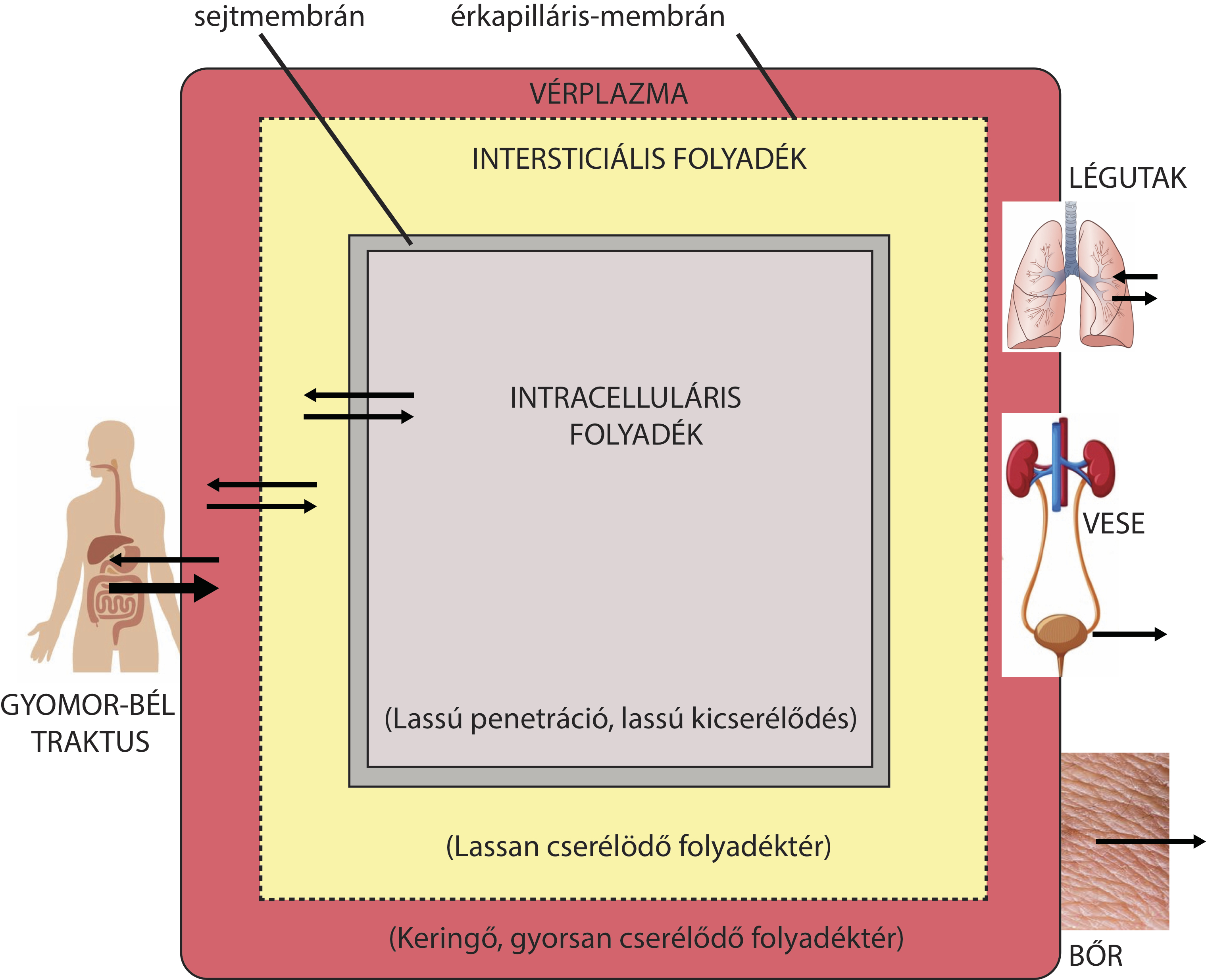
"A szervezetet felépítö sejtek, egy folyékony belső környezetben élnek, amelyet a keringő folyadék alkot, amely körülveszi valamennyi szöveti elemét."
Ábra:

Az extravazális tér a benne oldott anyagok diffúziós sebessége alapján további térkomponensekre bontható, mely terek között tényleges határfelület nem található.
Sejtközötti folyadék
A szervezetet felépítő sejtek közvetlen környezetét képező teret sejtközötti térnek, illetve az azt kitöltő folyadékot sejtközötti folyadéknak nevezzük. Az orvosi szakirodalom intersticiális (interstitialis) térnek vagy folyadéknak is említi. Az egyes anyagok megoszlási tere alapján ehhez számítjuk a nyirok mennyiségét is. A sejtek ezen az intersticiális folyadéktéren keresztül érintkeznek az ereket kitöltő intravaszkuláris térrel. A legtöbb szövetünk sejtközötti állománya laza felépítésű. A sejtek közötti laza struktúrájú térben az oldott tápanyagok, illetve anyagcsere végtermékek diffúziója gyors. A sejtközötti folyadék térfogatát 120 ml/kg-re becsüljük, amivel az extracelluláris tér legnagyobb egysége.
A fibrózus kötőszövet folyadéktere
A rostos (fibrosus) kötőszövet (inak, fasciák, porcok) sejtközötti állományában, az őket felépítő kollagénrostok miatt, az anyagok diffúziója lényegesen lassabb, mint a sejtközötti folyadéktérben. Ez a kinetikai különbség teszi szükségessé ennek a folyadéktérnek a külön említését. Ebben a folyadéktérben található vízmennyiség 45 ml/kg-ra becsülhető.
A csontállomány folyadéktere
A csontszövet sejtközötti állománya a kötőszövetnél is sokkal kompaktabb, emiatt a víz és a benne oldott anyagok penetrációja rendkívül lassú. A csontok sejtközötti állományának térfogata mintegy 45 ml/kg.
A transzcelluláris folyadék
Transzcelluláris folyadékoknak nevezzük mindazon testnedveket amelyek a sejteken kívül és extravazálisan helyezkednek el, de nem sorolhatók a fenti három kategória egyikébe sem. Ezen tereknek és folyadékoknak a különleges jellegét az adja, hogy az extracelluláris tér egyéb részeitől szorosan illeszkedő sejtek határfelületével vannak elválasztva és a sejtek specifikus aktivitása miatt összetételük jelentősen különbözik az extracelluláris tér többi rekeszében található folyadék összetételétől. Ide soroljuk az ízületi résekben található (synovialis) folyadékot, az agy-gerincvelői folyadékot (liquor cerebrospinalis), a savós üregek nedveit, a szemet kitöltő csarnokfolyadékot, valamint a mirigyváladékok összességét. Az ember transzcelluláris folyadékának teljes mennyisége 15 ml/kg-ra becsülhető.

## Az egyes folyadékterek meghatározásának lehetőségei
Vannak olyan medikális helyzetek, állapotok, esetleg klinikofarmakológiai vizsgálatok, amikor szükségessé válik a szervezet teljes víztartalmának, vagy az egyes folyadékterek térfogatának, funkcionális állapotának meghatározása. Mint fentebb látható, első megközelítésben a szervezet két alapvető folyadéktérre osztható: az intracelluláris és az extracelluláris térre. Az extracelluláris tér tovább osztható az érpályán belüli és kívüli egységekre. A folyadékterek térfogata az ún. hígítási elv alapján mérhető. Ennek lényege, hogy egy, az érpályába juttatott indikátor (pl. izotóp vagy festék) egyenletes eloszlás után a hígulása mértékével megadja annak a térnek a térfogatát, amelyet az adott indikátor kitöltött. Mindez a következők szerint számolható:
{\displaystyle V={\frac {M}{H}}}
ahol {\displaystyle V} a meghatározandó folyadéktér térfogata, {\displaystyle M} a beadott indikátor mennyisége, {\displaystyle H} az indikátor koncentrációja a megoszlás után.
Az alkalmazott indikátor azonban néhány kritériumnak meg kell, hogy feleljen:
- Nem lehet mérgező.
- A mérés időszaka alatt nem hagyhatja el a szervezetet (vese, tüdő).
- Nem metabolizálódhat, tehát nem bomolhat le a szervezetben.
- Nem lehet hatással a folyadékterek térfogatára, vagyis nem lehet diuretikus (vizeletnövelő) vagy ozmotikus hatása.
- Az egyes folyadékterek méréséhez használt indikátorok elvben nem hatolhatnak át a megoszlási tereket határoló membránon.

Néhány példa a folyadékterek meghatározására:
- Az összvíztérfogat mérése. Többszörösen bizonyított az a nézet, hogy a vízmolekulák a szervezet víztereit határoló felületeken (kapilláris-fal, sejtmembrán) gyorsan és szabadon diffundálnak.[12] A markernek használt izotóppal jelölt vízmolekulák, deutérium-oxid (D2O; nehézvíz) vagy tríciummal jelzett víz (3H2O) szervezetbe történő bejuttatása után rövid időn belül az összes testnedvben kimutatható, egyenletes megoszlást mutatnak. Az összvíztérfogat, a hígítási elvet alkalmazva a nehézvíz (vagy 3H2O) megoszlási teréből könnyen kiszámítható. A gyakorlatban ez úgy történik, hogy a vizsgált személlyel 100 ml nehézvizet itatnak és egy óra múlva a vérplazmában mérik a víz : nehézvíz-arányt (H2O : D2O). Ez egy átlagos méretű (70 kg) fiatal férfi esetén 1:420 körüli érték, amiből arra lehet következtetni, hogy a bevitt 100 ml D2O 420-szorosra hígult, tehát a víz megoszlási tere 42 liter, ami megfelel az összvíztérfogatnak.[7]
- A plazmatérfogat mérése. A szervezet plazmatérfogatának mérésére olyan indikátormolekulák alkalmasak, amelyek nagy méretüknél fogva nem jutnak át az érpálya kapillárisaik membránján az extravazális térbe. Ebből a célból ismert radioaktivitású jód (125I) izotóppal jelölt szérumalbumint juttatnak az érpályába és a tíz perc múlva vett vérmintából mérik a jód aktivitását. A hígulás mértékéből számolható a plazmatérfogat. Radioaktív indikátor helyett használhatnak nagy molekulatömegű festéket is (Evans-kék) amely gyorsan és nagy affinitással kötődik a plazmafehérjékhez, majd perceken belül egyenletesen eloszlik a vérplazmában. Festékek esetén az optikai denzitás változását (hígulását) mérik spektrofotométeren és számolják a plazmatérfogatot, amely egy 70 kilós fiatal férfi esetén 3–3,5 liternek adódik.[7]
- Az extracelluláris folyadéktér mérése. Az extracelluláris folyadékot a sejtek belső folyadékterétől azok plazmamembránja (sejtmembrán) választja el. Ebből következik, hogy olyan indikátort kell alkalmazni, amely képes szabadon átjutni az érkapillárisok falán, de a sejtek plazmamembránján nem. Erre a célra elsősorban olyan 3H-izotóppal jelölt szénhidrátokat alkalmaznak, amelyeket a szervezet nem használ fel, mint például a mannit, inulin. Az anyag beadását követő egyenletes megoszlás elérése rendszerint több órát vesz igénybe. Egy átlagos méretű, 70 kilós fiatal férfit vizsgálva az extracelluláris folyadéktér 14 liter körüli értéket mutat, ami a test tömegének mintegy 20%-a.[7]
- Az sejtközötti folyadék térfogatának számítása. A sejtközötti folyadék térfogatát az extracelluláris tér és a plazmatérfogat különbsége adja meg. A fent megadott értékek alapján ez: 14 liter extracelluláris térfogat – 3 liter plazmatérfogat = 11 liter sejtközötti folyadéktérfogat.[7]
- Az intracelluláris folyadék térfogatának számítása. Közvetett módon számítással határozzák meg az összvíz térfogatából levonva az extracelluláris térfogatot, ami így a fentiek alapján 28 liter körüli érték.[13]